# Flexamia serrata
Flexamia serrata är en insektsart som beskrevs av Beamer och Leonard D. Tuthill 1934. Flexamia serrata ingår i släktet Flexamia och familjen dvärgstritar. Inga underarter finns listade i Catalogue of Life.